# 조 게이젠스
조지프 에드워드 "조" 게이젠스(영어: Joseph Edouard "Joe" Gaetjens, 1924년 3월 19일 ~ 1964년 7월 10일 실종선고)는 미국과 아이티의 전 축구 선수로 과거 포지션은 중앙 공격수였다.

## 클럽 경력
1938년 14살의 어린 나이에 아이티 리그의 에톨리 아이티엔느에 입단하며 선수 생활을 시작하여 1947년까지 단 1경기도 뛰지 못했지만 1942년과 1944년 팀의 리그 우승을 함께 했다.
그럼에도 프로 선수가 되지 못한 게이첸스를 위해 아이티 정부가 장학금을 지원해준 덕분에 1947년 미국 컬럼비아 대학교에서 회계를 전공했으며 이후 아메리칸리그 사커의 뉴욕 브룩커튼에 입단하며 프로 선수로서의 꿈을 이뤘다.
그리고 1950년까지 64경기에서 42골을 터뜨리면서 팀의 1948년 US 오픈컵 준우승을 이끌었고 또한 ASL 1949-50 시즌에서 18골을 터뜨리면서 리그 득점왕 타이틀을 거머쥐었다.
이후 1951년 프랑스로 날아가 1953년까지 라싱 클뢰브 드 프랑스, 올랭피크 알레 등에서 활동하며 19경기에서 4골을 뽑아낸 후 1953년부터 1957년까지 프로 첫 입단팀인 에톨리 아이티엔느에서 활동한 후 은퇴를 선언했다.

## 국가대표팀 경력

### 아이티 대표팀
1944년 4월 2일 아이티 대표팀 소속으로 퀴라소와의 친선 경기에서 국제 A매치 데뷔전을 가졌고 사흘 후인 5일에는 베네수엘라와의 경기에도 선발 출전했으며 그로부터 9년 후인 1953년 12월 27일 멕시코와의 1954년 FIFA 월드컵 북중미카리브 지역 예선 2차전을 끝으로 아이티 국가대표팀 유니폼을 반납했다.

### 미국 대표팀
1950년 FIFA 월드컵 본선에 미국 대표팀으로 출전하여 B조 조별리그 3경기를 소화하였고 이 가운데 강호 잉글랜드와의 B조 조별리그 2차전에서 전반 38분 선제골이자 결승골을 뽑아내면서 팀의 1-0 승리를 만들어냈는데 이는 게이젠스가 A매치에서 기록한 유일한 득점이었고 이 골로 인해 미국이 잉글랜드를 꺾는 파란을 일으키며 '역대 월드컵 10대 이변' 3위에 등재되기도 했다.

## 이후
게이젠스는 정치에 관심이 없었지만 그의 가족들은 그렇지 않았으며 1957년 프랑수아 뒤발리에와의 선거에서 패배한 루이 드 조이와 관련되어 있었고 비록 그의 가족들이 새 대통령과도 연관이 있었지만 게이젠스의 남동생은 도미니카 공화국으로 망명하여 쿠데타를 일으키고 싶어했다.
그리고 1964년 7월 8일 뒤발리에가 스스로 종신대통령임을 선포한 아침 이후 게이젠스의 가족들은 게이젠스의 남동생의 반역적인 연대에 대한 보복을 두려워하여 도망갔지만 게이젠스는 뒤발리에 정권이 자신을 스포츠인으로만 여겨 관심이 없을 것이라고 생각하여 가족들을 따라가지 않고 남았다.
그러나 결국 그는 이날 아침 뒤발리에의 비밀경찰인 통통 마쿠트에 체포되었으며 이 달에 죽었을 가능성이 제기되었으나 그의 시체는 발견되지 않았다.